# Felipe González (balonmanista)
Felipe Alfonso González Alloza, más conocido como Felipe González, (8 de diciembre de 1993) es un jugador de balonmano uruguayo que juega de portero en el Colegio Alemán. Es internacional con la selección de balonmano de Uruguay.
González formó parte de la selección uruguaya en el Campeonato Mundial de Balonmano Masculino de 2021, en el que su selección participaba por primera vez.

## Clubes
| Club                          | País    | Año         |
| ----------------------------- | ------- | ----------- |
| HSJD:Handbol Sant Joan D'espí | Uruguay | 2012 - Act. |

## Palmarés

### Selección nacional

#### Campeonato Centro y Sudamericano
- Medalla de bronce en el Campeonato Sudamericano y Centroamericano de Balonmano Masculino de 2020[3]